# Mandevilla lucida
Mandevilla lucida är en oleanderväxtart som beskrevs av R. E. Woodson. Mandevilla lucida ingår i släktet Mandevilla och familjen oleanderväxter. Inga underarter finns listade i Catalogue of Life.